# ایوانوفکا (شهرستان استرلیباشفسکی، باشقیرستان)
ایوانوفکا (انگلیسی: Ivanovka, Sterlibashevsky District, Republic of Bashkortostan) یک شهرک در شهرستان استرلیباشفسکی استان باشقیرستان کشور روسیه است.